# Королевский полк принцессы Уэльской

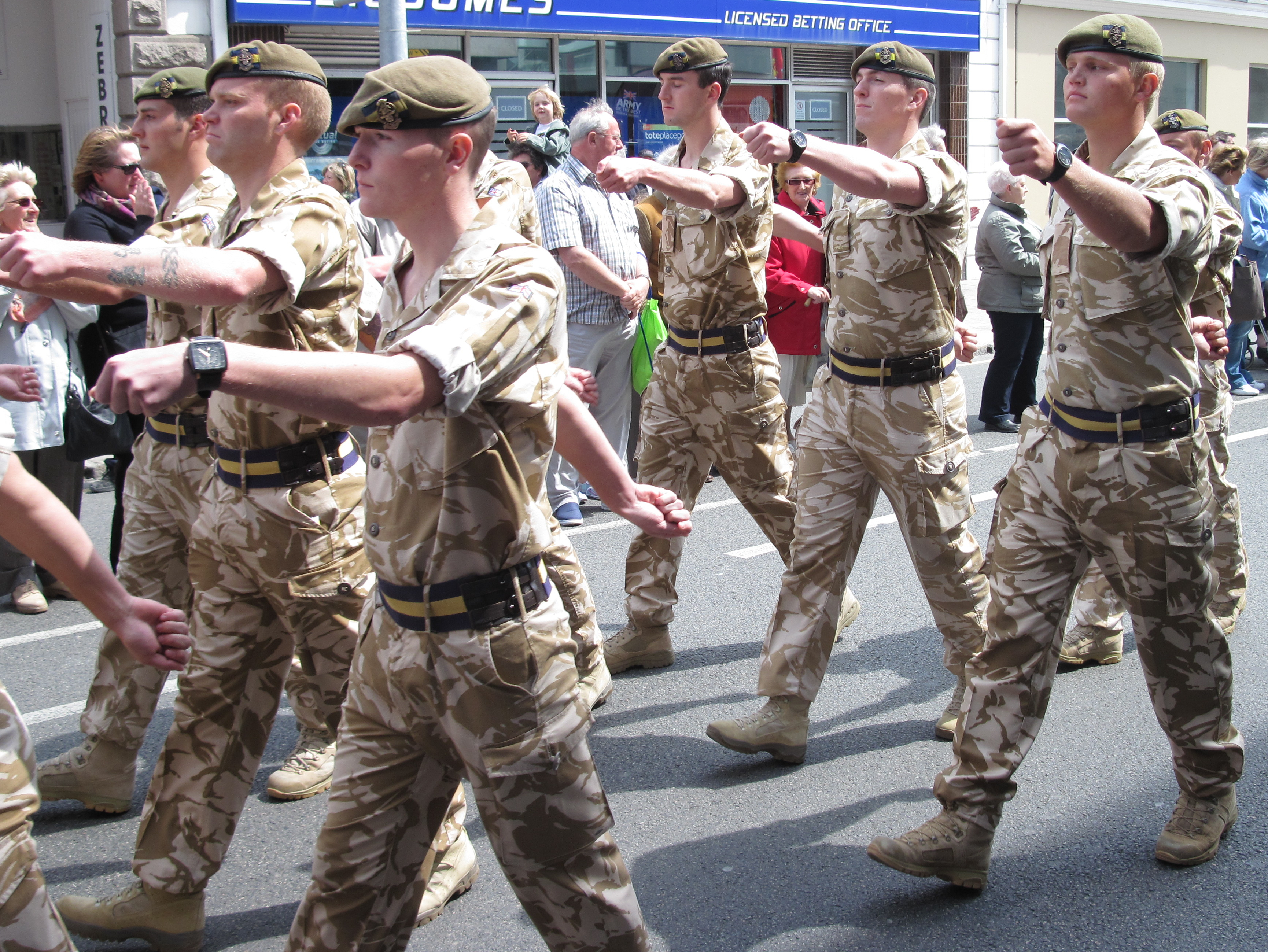
Солдаты полка на параде в честь освобождения Джерси 9 мая 2010

Королевский полк принцессы Уэльской (англ. Princess of Wales's Royal Regiment) — британский полк линейной пехоты, часть Дивизии Её Величества, в порядке старшинства Британской армии занимает 2-е место, уступая Королевскому полку Шотландии. Сформирован в 1992 году после объединения Полка Её Величества и Королевского Хэмпширского полка. С учётом своих предшественников этот полк является самым первым, которому оказали воинские почести (до 1909 года) в честь взятия англичанами Танжера в 1662 году, а также самым старым полком линейной пехоты. Назван в честь принцессы Дианы.
В Доверском замке располагается Музей Королевского полка принцессы Уэльской (англ. Princess of Wales's Royal Regiment Museum), где хранятся фотографии, знамёна, медали, униформы и оружие военнослужащих полка.

## Структура полка
Подразделения полка распределены по Лондону, Суррею, Кенту, Сассексу, Хэмпширу, Миддлсексу, острову Уайт и Нормандским островам. Непосредственно в Тауэре располагается штаб-квартира полка, в его составе есть три батальона: 1-й механизированный, 3-й резервный лёгкий пехотный (в составе 20-й бронетанковой бригады) и 4-й резервный батальон лёгкой пехоты из Территориальной армии Великобритании (7-я лёгкая механизированная бригада). Рота B полка несёт службу в составе Лондонского полка. С момента образования полка его покровительницами были принцесса Диана и королева Дании Маргрете II. После развода Дианы и её мужа, принца Уэльского Чарльза, единственной покровительницей полка осталась королева Дании. Полк является одним из двух единственных в Британии, имеющих покровителя из-за границы стран Содружества (Фредерик VIII некогда был покровителем Королевского Восточно-Кентского полка «Баффс», предшественника Королевского полка принцессы Уэльской).

## Служба
Части полка принимали участие в различных операциях стран НАТО и других международных коалиций с участием Великобритании: в 2004, 2006 и 2009 годах 1-й батальон отправлялся в Ирак. Почти все операции батальона были названы в честь станций метрополитена Лондона. 2-й батальон, который базировался ранее на Кипре, с августа 2010 года в Лондоне нёс службу и участвовал в различных почётных церемониях (3 февраля 2013 эта обязанность была передана Дворцовой кавалерии). Помимо всего прочего, этот батальон участвовал в операции «Баннер» во время конфликта в Северной Ирландии.
Части 1-го батальона оказывали помощь Иракской национальной армии во время её обучения и контролировали процесс вывода войск Великобритании из Басры. В августе 2011 года 1-й батальон прибыл в Афганистан для образования ядра полиции Афганистана, а отдельные роты были прикомандированы к некоторым боевым группам в провинции Гильменд. 1-й батальон планируется отправить в лагерь Балфорд из немецкого Падерборна по программе преобразовании армии.
2-й батальон базировался в казармах Шеклтон и стал последним, участвовавшим в североирландском конфликте. Два года батальон служил на Кипре в казармах Александрия, позже был переведён в гарнизон Вулвич в Лондоне. С 2014 года несёт службу на Кипре.

## Отличившиеся военнослужащие полка
- 57 раз военнослужащие полка удостаивались награждений Крестом Виктории, сделав полк первым в списке полков Великобритании с наибольшим количеством наград в британской армии. 37 медалей и орденов были присуждены солдатам 1-го батальону во время службы в Ираке 2004 года (в том числе и Крест Виктории), два Ордена за выдающуюся службу, два Креста за выдающуюся храбрость, один Орден Британской Империи, 10 военных крестов и 17 благодарностей от командования[1]. Так, за участие в боях при Аль-Амаре (около Басры) рядовой Джонсон Бихарри был награждён Крестом Виктории, а в начале 2013 года был произведён в сержанты [10]. Первой женщиной из батальона, награждённой Военным крестом, стала Мишель Норрис из Королевского санитарного армейского корпуса за проявленную храбрость 11 июня 2006[11].

## Подразделения-союзники
- Йоркские рейнджеры Её Величества (1-й американский полк)
- Лёгкая кавалерия Южной Альберты
- 49-й полевой полк Королевской канадской артиллерии
- Личные канадские стрелки Её Величества
- Гастингский полк принца Эдуарда
- 1-й батальон Королевского Нью-Брюнсуикского полка
- Эссекский и Кентский шотландский полк
- Королевский полк Нового Южного Уэльса
- Королевский Западно-Австралийский полк
- Полк Университета Нового Южного Уэльса
- Полк Хаураки
- Горные стрелки Уайкато
- 12-й, 14-й, 15-й и 17-й батальоны Пенджабского полка
- HMS Excellent
- 35-й пехотный полк
- Датская Королевская лейб-гвардия

## Порядок старшинства
| Старший полк Королевский полк Шотландии | Порядок старшинства | Младший полк Полк герцога Ланкастера |